# Primo e Feliciano
Primo e Feliciano (em latim: Primus et Felicianus) foram irmãos martirizados em 297 durante a perseguição de Diocleciano. Segundo o "Martyrologium Hieronymianum", os dois foram enterrados no décimo-quarto marco quilométrico da Via Nomentana.
Aparentemente, os dois parecem ter sido os primeiros mártires cujos corpos foram posteriormente realocados para uma sepultura no interior das muralhas de Roma. Em 648, o papa Teodoro I transladou os ossos dos dois santos (e do pai deles) para Santo Stefano Rotondo e os depositou abaixo de um altar erigido em homenagem a eles (Livro Pontifical, I, 332), onde permanecem até hoje. A "Capela dos Santos Primo e Feliciano" ostenta mosaicos do século VII e foi construída por Teodoro I. Num deles, os irmãos estão flanqueando uma cruz gemada.
Outras representações dos dois santos podem ser vistas em Veneza, na Basílica de São Marcos (século XIII), e em Palermo, na Capela Palatina (século XII).

## Devoção
A festa litúrgica dos irmãos é no dia 9 de junho. No passado, eles estavam também incluídos no Calendário Geral Romano, mas, por conta do limitado interesse mundial, decidiu-se em 1969 deixar a cargo de cada diocese a decisão de incluí-los ou não em seus calendários locais.

### Veneração na Baviera
Uma tradição bávara defende que os Santos Primo e Feliciano eram legionários romanos que se tornaram missionários na região de Chiemgau, onde Primo encontrou uma fonte com propriedades milagrosas. Os dois pregaram o Evangelho no local e curaram com base em suas orações e nas virtudes da fonte. Quando eles retornaram para Itália, acabaram mortos por Diocleciano. A fonte, conhecida até hoje como "Fonte de São Primo", ainda pode ser visitada em Adelholzen, uma região famosa por suas fontes termais onde uma capela dedicada aos dois santos, de 1615, ainda existe.

### Veneração em Agen
No século IX, o culto a Santa Fé foi fundido com o de Caprásio (Caprais) e Alberta de Agen, ambos ligados a Agen. O culto de São Caprásio foi, por sua vez, fundido com o dos Santos Primo e Feliciano, chamados na região de "irmãos de Caprásio".
Uma lenda afirma que, durante as perseguições aos cristãos pelo presidente Públio Daciano, Caprásio fugiu para Mont-Saint-Vincent, perto de Agen. Lá, ele presenciou a execução de Santa Fé do alto de uma montanha. Caprásio foi condenado à morte e a ele se juntou, no caminho da execução, Alberta, irma de Fé (por vezes identificada também como mãe de Caprásio), e dois irmãos dele, Primo e Feliciano. Segundo esta tradição, os quatro foram decapitados.

## Atos
Os "Atos" dos dois relatam que os Santos Feliciano e Primo eram irmãos e patrícios que se converteram ao cristianismo e, depois disso, se dedicaram ao cuidado dos pobres e dos prisioneiros.
Presos, ambos se recusaram a realizar sacrifícios aos deuses romanos. Foram presos e flagelados. Foram depois levados separadamente a julgamento perante o juiz Promoto, que os torturou em conjunto e tentou convencê-los, separadamente, que um ou outro havia renegado a fé realizando o sacrifício. Porém, nada funcionou com os irmãos e ambos foram em seguida decapitados por ordem de Diocleciano. Segundo a tradição, São Primo tinha oitenta anos na data de sua morte e uma igreja foi construída na Via Nomentana no lugar de sua morte.

## Galeria

Imagens
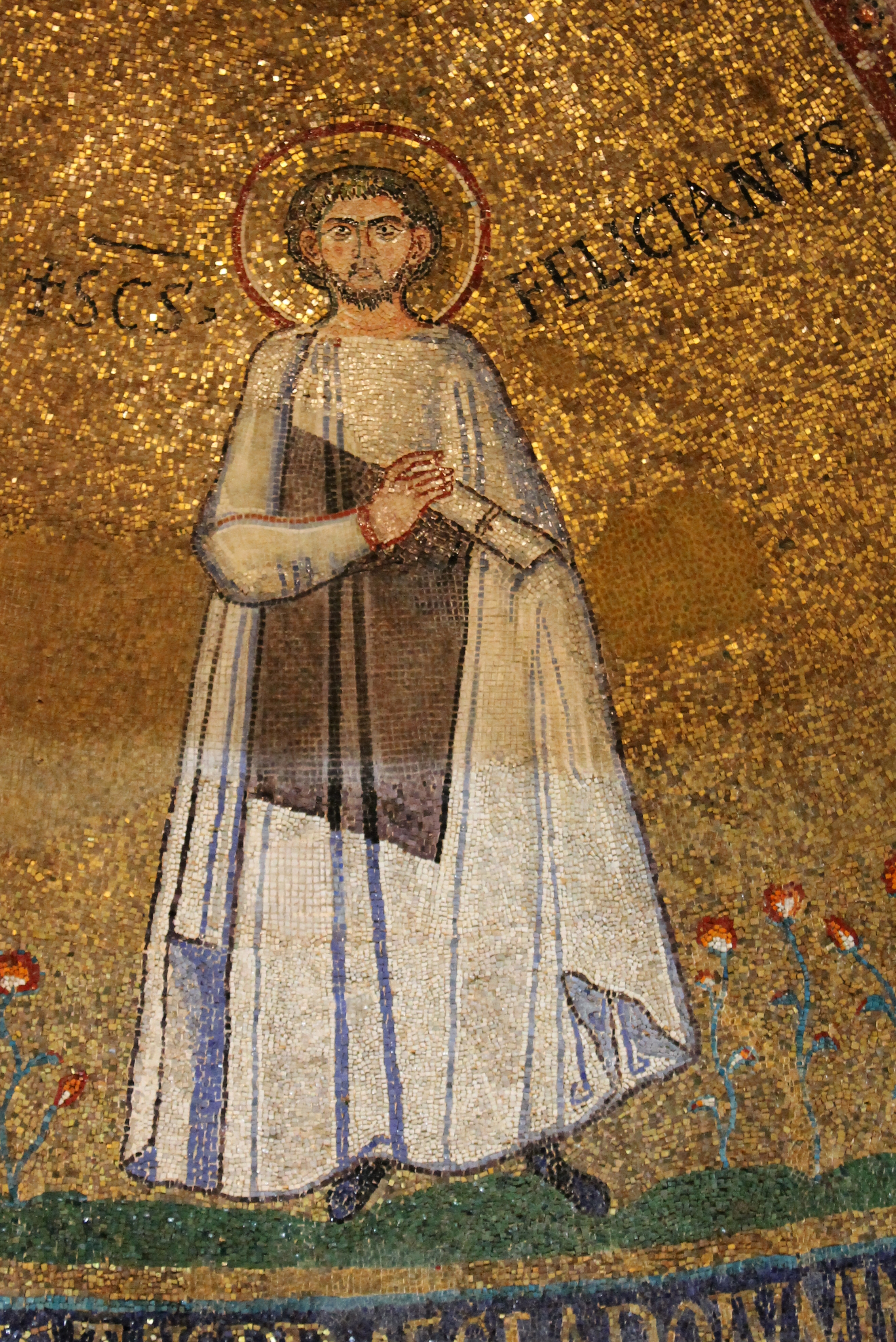
São Feliciano em Santo Stefano Rotondo.
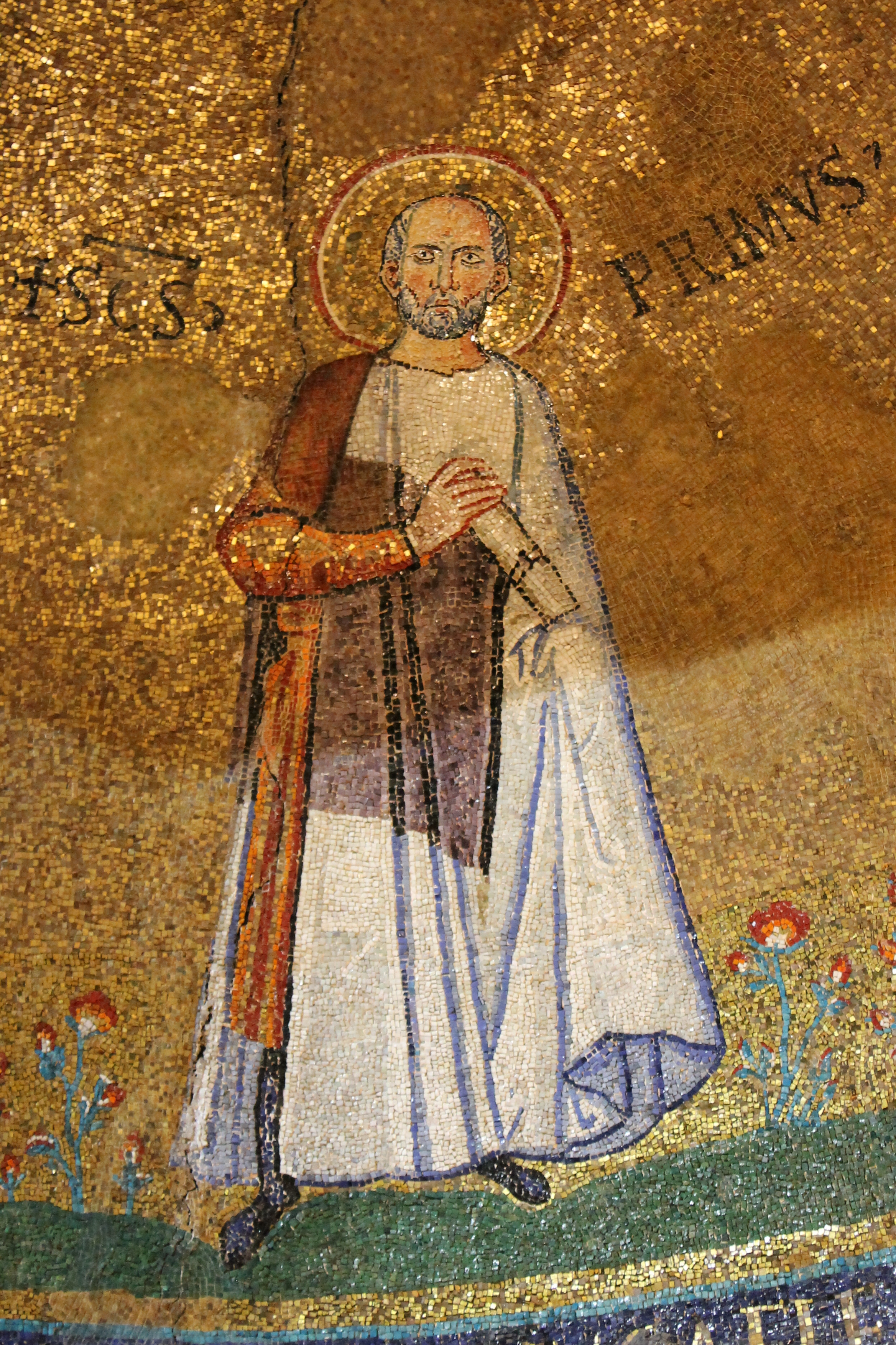
São Primo em Santo Stefano Rotondo.
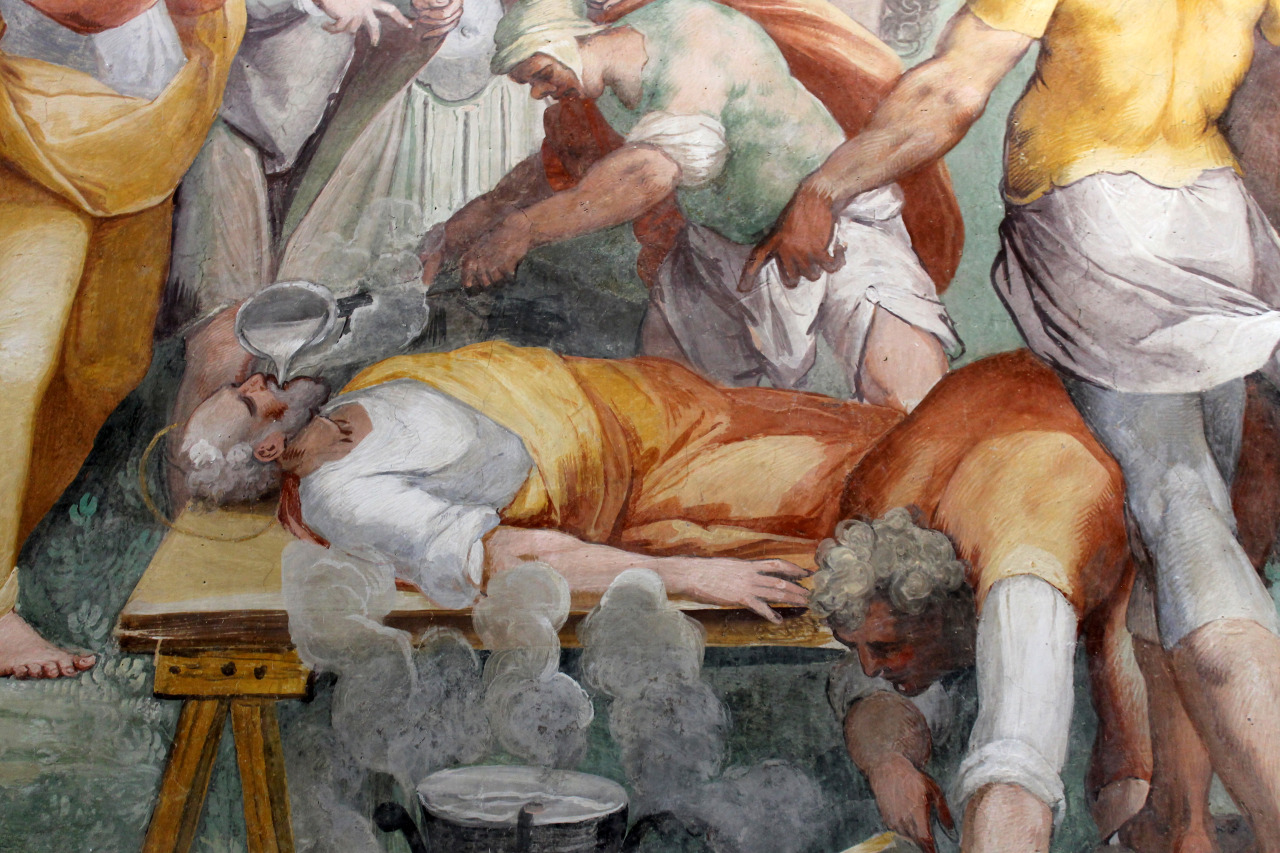
Famoso afresco do martírio de São Primo de Niccolò Circignani em Santo Stefano Rotondo.